# Oleg Maskayev
Oleg Maskayev (en russe : Олег Александрович Маскаев, transcription française : Oleg Aleksandrovitch Maskayev) est un boxeur russe né le 2 mars 1969 à Taraz, Kazakhstan.

## Carrière
Le 13 août 2006, il bat Hasim Rahman et devient champion du monde poids lourds WBC. Il conserve son titre le 8 octobre 2006 en battant Peter Okhello aux points avant d'être à son tour battu par Samuel Peter le 8 mars 2008 (arrêt de l'arbitre à la 6e reprise). Maskayev met un terme à sa carrière en 2009 sur un bilan de 36 victoires et 7 défaites.